# 王贞白
王贞白（875年—？），字有道，号灵溪。信州永丰镇（今江西省广丰县）人。唐代诗人。
乾宁二年（895年）崔貽憲榜進士，由於物議沸騰，昭宗下詔復試，有十五人中選，另十人落選，主考官崔凝被貶爲合州刺史，乾宁九年始授校书郎。天复中，为避世乱而还乡归隐，在永丰西山建“山斋”，传道授业。卒葬于县城西门外，並建造“有道公祠”。
自编《灵溪集》七卷，已佚，《全唐诗》存诗一卷，《全唐诗补编》存诗十二首。其名句“一寸光阴一寸金”，至今廣為流傳。